# Episodi di Mamma in un istante (prima stagione)
La prima stagione di Mamma in un istante è andata in onda negli Stati Uniti dal 29 settembre 2013.
| n° | codice di prod. | Titolo originale                    | Titolo italiano                     | Prima TV USA      | Prima TV Italia |
| -- | --------------- | ----------------------------------- | ----------------------------------- | ----------------- | --------------- |
| 1  | 101             | Pilot                               | Una nuova mamma                     | 29 settembre 2013 | 2014            |
| 2  | 106             | The Lying Game                      | Il gioco delle bugie                | 6 ottobre 2013    | 2014            |
| 3  | 103             | Harp & Soul                         | Musicisti per caso                  | 13 ottobre 2013   | 2014            |
| 4  | 105             | Forty-Two Inches of Pure Evil       | Un metro e cinque di pura malvagità | 20 ottobre 2013   | 2014            |
| 5  | 108             | Not a Date                          | Niente appuntamenti                 | 27 ottobre 2013   | 2014            |
| 6  | 110             | Rock Mom                            | Mamma rock                          | 3 novembre 2013   | 2014            |
| 7  | 104             | Dances with She-Wolves              | Il ballo della scuola               | 10 novembre 2013  | 2014            |
| 8  | 102             | In Blog We Trust                    | Il blog                             | 24 novembre 2013  | 2014            |
| 9  | 114             | The Gift of the Maggies             | Il regalo di Natale                 | 8 dicembre 2013   | 2014            |
| 10 | 109             | Staycation                          | Casanza                             | 5 gennaio 2014    | 2014            |
| 11 | 111             | Babysit This                        | Gabby babysitter                    | 12 gennaio 2014   | 2014            |
| 12 | 113             | Dine Hard                           | Cena letale                         | 19 gennaio 2014   | 2014            |
| 13 | 116             | True Romance                        | Vero amore                          | 9 febbraio 2014   | 2014            |
| 14 | 126             | A Kids' Choice                      | Una scelta da ragazzi               | 29 marzo 2014     | 2015            |
| 15 | 119             | Chore Money, Chore Problems         | Il compromesso                      | 3 aprile 2014     | 2015            |
| 16 | 112             | Requiem for Mr. Floppity            | Il coniglio zombie                  | 10 aprile 2014    | 2015            |
| 17 | 115             | Buy Any Jeans Necessary             | Il mercatino di James               | 17 aprile 2014    | 2015            |
| 18 | 120             | Distant Mom                         | Una mamma distante                  | 24 aprile 2014    | 2015            |
| 19 | 117             | Camp Fear                           | Il campeggio della paura            | 1º maggio 2014    | 2015            |
| 20 | 125             | Not Your Mother's Day               | Festa della matrigna                | 8 maggio 2014     | 2015            |
| 21 | 122             | The Last Auction Hero               | L'asta di beneficenza               | 29 maggio 2014    | 2015            |
| 22 | 107             | 48 Hours                            | 48 ore                              | 5 giugno 2014     | 2015            |
| 23 | 123             | Should Old Acquaintance Be for Hire | Ex a domicilio                      | 12 giugno 2014    | 2015            |